# Парламентарни избори у Аустрији 1949.
Аустријски парламентарни избори 1949. су одржани 9. октобра 1949. То су били шести избори у историји Аустрије. Такође су били и први избори после Другог светског рата на којем су бивши нацисти имали право да гласају. Новооснована странка, Савез независних (претходница Слободарске партије Аустрије), чији су чланови били бивши припадници Велике Немачке народне странке је у предизборној кампањи циљала ову групу гласача, што је проузроковало да Аустријска народна странка и Социјалдемократска партија Аустрије освоје мање гласова и мандата.

## Изборни резултати
Резултати парламентарних избора у Аустрији 1949.
| Политичка партија                                                       | гласова   | гласова  | %    | %    | број посланика | број посланика |
| Политичка партија                                                       | 1949      | ±        | 1949 | ±    | 1949           | ±              |
| ----------------------------------------------------------------------- | --------- | -------- | ---- | ---- | -------------- | -------------- |
| Аустријска народна странка ()                                           | 1.846.581 | +244.354 | 44,0 | -5,8 | 77             | -8             |
| Социјалдемократска партија Аустрије ()                                  | 1.623.524 | +188.626 | 38,7 | -5,9 | 67             | -9             |
| Савез независних ()                                                     | 489.273   | -        | 11,7 | -    | 16             | +16            |
| Комунистичка партија Аустрије ()                                        | 213.066   | +48.809  | 5,1  | -0,3 | 5              | +1             |
| Остале партије                                                          | 21.289    | -        | 0,5  | -    | 0              | 0              |
| Укупно                                                                  | 4.193.733 |          | 100  |      | 165            |                |
| Извори: Резултати парламентарних избора у Аустрији 1945-2002, Аустрија, |           |          |      |      |                |                |

- Од 4.391.815 регистрованих гласача на изборе је изашло 96,8%

## Последице избора
Члан ÖVP-а Леополд Фигл је опет изабран за канцелара Аустрије. Поново је створена велика коалиција између Народне партије и социјалдемократа.